# Senegal op de Olympische Zomerspelen 1964
Senegal debuteerde op de Olympische Zomerspelen tijdens de Olympische Zomerspelen 1964 in Tokio, Japan. Het zou nog tot 1988 duren voordat de eerste medaille zou worden gewonnen: Amadou Dia Ba won dat jaar voor Senegal de zilveren medaille op de 400 m horden.

## Deelnemers en resultaten

### Atletiek
| Olympiër                                                                                      | Discipline             | Resultaat | Prestatie                                                    |
| --------------------------------------------------------------------------------------------- | ---------------------- | --------- | ------------------------------------------------------------ |
| Bassirou Doumbia                                                                              | 100m (m)               | 58e       | serie 7: 5de in 11,0                                         |
| Abdoulaye N'Diaye                                                                             | 100m (m)               | 58e       | serie 5: 6de in 11,0                                         |
| Alioune Sow                                                                                   | 200m (m)               | 40e       | serie 7: 5de in 21,9                                         |
| Amadou Gakou                                                                                  | 400m (m)               | 48e       | serie 3: 7de in 50,1                                         |
| Mamadou Sarr                                                                                  | 400m horden (m)        | 25e       | serie 5: 6de in 53,2                                         |
| Malick Diop Bassirou Doumbia Malang Mané Abdoulaye N'Diaye Alioune Sow                        | 4x100m (m)             | 12e       | serie 2: 4de in 40,5 halve finale 2: 6de in 40,2             |
| Amadou Gakou Papa M'Baye N'Diaye Daour M'baye Guèye Mamadou N'Diaye Mamadou Sarr Daniel Thiaw | 4x400m (m)             | 15e       | serie 1: 6de in 3.12,5                                       |
| Mansour Dia                                                                                   | hink-stap-springen (m) | 13e       | kwalificatie groep B: 3de met 15,84m finale: 13de met 15,44m |

Afghanistan · Algerije · Argentinië · Australië · Bahama's · België · Bermuda · Birma · Bolivia · Brazilië · Brits-Guiana · Bulgarije · Cambodja · Canada · Ceylon · Chili · Colombia · Congo-Brazzaville · Costa Rica · Cuba · Denemarken · Dominicaanse Republiek · Duits eenheidsteam · Ethiopië · Filipijnen · Finland · Frankrijk · Ghana · Griekenland · Groot-Brittannië · Hongarije · Hongkong · Ierland · IJsland · India · Irak · Iran · Israël · Italië · Ivoorkust · Jamaica · Japan · Joegoslavië · Kameroen · Kenia · Libanon · Liberia · Libië · Liechtenstein · Luxemburg · Madagaskar · Maleisië · Mali · Marokko · Mexico · Monaco · Mongolië · Nederland · Nederlandse Antillen · Nepal · Nieuw-Zeeland · Niger · Nigeria · Noord-Rhodesië · Noorwegen · Oeganda · Oostenrijk · Pakistan · Panama · Peru · Polen · Portugal · Puerto Rico · Roemenië · Senegal · Sovjet-Unie · Spanje · Taiwan · Tanganyika · Thailand · Trinidad en Tobago · Tsjaad · Tsjecho-Slowakije · Tunesië · Turkije · Uruguay · Venezuela · Verenigde Arabische Republiek · Verenigde Staten · Vietnam · Zuid-Korea · Zuid-Rhodesië · Zweden · Zwitserland